# Wang Č’ (pirát)
Wang Č’ (čínsky pchin-jinem Wáng Zhí/Wāng Zhí, znaky 王直/汪直; † 1560) byl čínský pirátský náčelník v 16. století, jeden z vůdců pirátů a obchodníků wo-kchou. Původně obchodník se solí, se přeorientoval na námořní obchod, s Japonskem a dalšími zeměmi, v době, kdy vláda mingské Číny trvala na omezování zahraničního zámořského obchodu. Stal se hlavou rozsáhlé obchodní sítě působící na mořích od Japonska po Thajsko. Mimo jiné se podílel na rychlém rozšíření evropských střelných zbraní po regionu a podílel se i na prvních cestách Evropanů (Portugalců) do Japonska. Snažil se o legalizaci svého podnikání, koncem roku 1557 se proto vydal mingským úřadům, nicméně nepodařilo se uzavřít dohodu a roku 1560 byl popraven.

## Mládí, obchodník, v Japonsku
Wang Č’ pocházel z okresu Še v prefektuře Chuej-čou (moderní Chuang-šan v provincii An-chuej). Zpočátku obchodoval se solí, což mělo v Chuej-čou dlouhou tradici. Přestože zbohatl, později jeho obchod zkrachoval a roku 1540 se přesunul do Kuang-tungu, kde se jeho obchodními partnery stali Sü Wej-süe (徐惟學) a Jie Cung-man (葉宗滿). Kuangtungské úřady vynucovaly zákaz zahraničního námořního obchodu jen laxně, společníci proto mohli postavit námořní lodě a obchodovat s salnytrem (ledek draselný), hedvábím a bavlnou na trzích jihovýchodní Asie a Japonska. Během svého působení v jihovýchodní Asii se seznámil s Portugalci, přítomnými od roku 1511, kdy dobyli Malakku.
V září 1543 Wang Č’ doprovázel několik Portugalců při plavbě na japonský ostrov Tanegašima jihovýchodně od Kjúšú, byla to jedna z prvních návštěv Japonska Evropany. Japonské záznamy o této události Wang Č’ho zmiňují jako Wu-fenga (五峯) a popisují ho jako mingského konfuciánského učence, který dokázal komunikovat s místními Japonci psaním čínských znaků do písku. Podivný vzhled Portugalců způsobil místní senzaci a byli nakonec předvedeni před Tokikaku, pána Tanegašimy. Tokikaka projevil velký zájem o portugalské muškety s doutnákovými zámky, přičemž Wang Č’ působil jako tlumočník, prostřednictvím kterého Portugalci vysvětlovali fungování zbraní. Portugalské zbraně byly rychle zkopírovány a jejich použití se rozšířilo po Japonsku, což zintenzivnilo války v období Sengoku. Tyto zbraně byly proto v celém Japonsku známé jako tanegašima.
Rozšíření portugalských mušket v Japonsku výrazně zvýšilo poptávku po ledku, životně důležité složce střelného prachu, a tuto poptávku byl Wang Č’ schopen uspokojit. Vzhledem k tomu, že Japonsko nevyrábělo svůj vlastní ledek, dovážel do Japonska mimo jiné čínský a thajský ledek, zatímco do Thajska přepravoval japonskou síru (další složku střelného prachu). V těchto obchodech nesmírně zbohatl a proslul mezi Japonci i jinde.
Vzhledem k tomu, že Japonsko prožívalo zdlouhavé období občanských válek, nedostatek účinné ústřední autority přiměl Wang Č’ho, aby se spojil s regionálními pány daimjó. Zpočátku si založil základnu na ostrově Fukue poté, co vyjednal s rodem Uku, pány ostrovů Gotó, jejich souhlas. Přes řeku naproti hradu rodu Uku brzy vyrostla čínská čtvrť. Wang Č’ také udržoval sídlo v Hiradu na severozápadním cípu Kjúšú pod záštitou pána Macury Takanobua. Přítomnost Wang Č’ho v Hiradu do města přilákala další obchodníky a Portugalce, kteří až do svého usazení v Nagasaki téměř každý rok posílali do Hirada svou „černou loď“.

## Na Šuang-jü
V roce 1544 se Wang Č’ připojil k bratrům Sü, vedoucím pirátského syndikátu se sídlem v Šuang-jü, kteří byli také rodáky z okresu Še. Bratři vzali na vědomí obchodní zkušenosti a schopnosti Wang Č’ho a tak Wang Č’ rychle získal vysoké postavení, když ho pověřili vedením financí jejich svazu. Později z něj udělali velitele flotily a rádce pro vojenské záležitosti; byl uctivě oslovován jako kapitán Wufeng (五峰 船主).
Spojení Wang Č’ho s Japonskem se rychle ukázalo jako užitečné pro bratry Sü, když ve stejném roce japonská loď na neoficiální tributní misi do Číny proplula kolem Tanegašimy a přistála v čínském přístavním městě Ning-po. Tato japonská loď neměla náležité dokumenty a byla úředníky v Ning-po odmítnuta, ale Wang Č’ dokázal Japonce přesvědčit, aby místo pokusů o dohodu s úřady vyměnili své zboží v nedalekém Šuang-jü. Příští rok Wang Č’ do Šuang-jü přivedl více japonských obchodníků a povzbudil Sü Tunga (許棟), vůdce bratrů Sü, aby poslal do Japonska své vlastní lodě. Poté se Šuang-jü stal hlavním cílem pro japonské obchodníky toužící získat čínské zboží.
Jak podnikání Wang Č’a rostlo, začal najímat japonské bojovníky, aby chránili jeho lodě před soupeřícími pirátskými gangy a minskými úřady; nakonec porazil ostatní piráty a přijal jejich následovníky do svého vlastního konsorcia. Místní obyvatelé Šuang-jü ochotně pomáhali pirátům, protože pašerácký obchod přinesl ostrovu značné bohatství. Vesničané, kteří se dříve spoléhali na obživu v zemědělství a rybolovu, se rozhodli pro výrobu zbraní a brnění pro piráty a obchodníky: „Tavili měděné mince k výrobě broků, pomocí ledku vyráběli střelný prach, ze železa vyráběli meče a zbraně a z koží zbroje.“ Jejich obdiv k pirátům byl takový, že nejen že poskytovali pirátům každodenní potřeby, ale také dávali ženy a slíbili své vlastní děti. Mnoho mladých lidí se ochotně připojilo ke skupině Wang Č’a.
Mingská vláda nesouhlasila s nelegálním obchodem a pirátskými aktivitami soustředěnými na Šuang-jü. V bouřlivé noci v červnu 1548 mingská flotila pod vedením Ču Wana srovnala Šuang-jü se zemí a naplnila jeho přístav kameny, čímž se stal trvale nepoužitelným. Navzdory těžkým ztrátám se Wang Č’mu podařilo uniknout. Sü Tung uprchl do zámoří, což umožnilo Wang Č’mu převzít kontrolu nad syndikátem. Vzhledem k tomu, že Wang Č’ již ovládal loďstvo a pokladnu bratrů Sü, odpor proti jeho vzestupu na vrcholnou pozici byl minimální.

## Pán moří
Zničení Šuang-jü narušilo relativně spořádaný systém nelegálního obchodu, který byl dříve soustředěn kolem něj, pašeráci se poté rozptýlili podél čínského pobřeží a někteří se stali piráty. Wang Č’ se znovu usadil v Li-kangu (nebo Lie-kang) na ostrově Ťin-tchang (nedaleko Šuang-jü) a pokračoval v rozšiřování svého konsorcia. Jako přijal Mao Chaj-fenga (毛海峰), obchodníka z Če-ťiangu zručného v používání portugalských děl, a využil jeho znalosti k vybavení svých lodí děly. V roce 1551 vedl koalici obchodníků a pirátů, která zničila jejich rivala Čchen S’-pchana (陳思泮), za souhlasu vládních vojenských velitelů z Ning-po. Porážkou Čchen S’-pchana byla zajištěna nadvláda Wang Č’ho v čínských mořích. Říkalo se, že žádná loď se neodváží plout bez jeho praporu.
Ve snaze přimět mingskou vládu ke zrušení zákazu zahraničního námořního obchodu a tedy legitimizaci svého obchodu, představoval Wang Č’ svou expanzi jako udržování míru na pobřeží. Spolupracoval s mingskými úředníky předáním Čchen S’-pchana do jejich rukou. Navzdory tomuto úsilí mingská vláda omezení obchodu ještě zpřísnila, když roku 1551 zakázala vyplouvat na moře dokonce i rybářským člunům, a Wang Č’ byl za své úsilí s Čchen S’-pchanem odměněn pouze nevelkým množstvím rýže. Rozhořčený Wang Č’ hodil rýži do moře a poslal své flotily plenit čínské pobřeží. Mingská vláda reagovala vysláním generála Jü Ta-joua s několika tisíci válečných džunek do Li-kangu, odkud v roce 1553 vytlačil Wang Č’ho, který uprchl do Japonska.
Wang Č’ se brzy znovu etabloval na ostrovech Gotó a v Hiradu. Zde si říkal král Chuej (徽王), oblékal se do královských barev a obklopil se nositeli standart. Říkalo se, že v Hiradu měl na 2 000 lidí a vlastnil stovky lodí. Jeho vliv v Japonsku přesáhl Hirado, když navázal kontakt s předními daimjóy – rodem Ótomo z provincie Bungo a rodem Óuči z Jamaguči a jeho společníci působili u dvora rodu Šimazu v Kagošimě v provincii Sacuma.
Shromáždil žoldáky z celého Japonska a posílil jimi své dosud převážně čínské posádky. Vysílal pirátské flotily, aby přepadaly čínské a korejské pobřeží. Situace se nakonec vyhrotila do bodu, kdy síla útočníků mohla dosahovat stovky lodí, přičemž nájezdníci byli schopni porazit vojenské posádky a obléhat okresní města. Zasažena byla pobřežní města od Koreje po Kuang-tung a dokonce bylo ohroženo i relativně vnitrozemské sekundární hlavní město říše Ming – Nanking. Wang Č’ mohl doufat, že takovým projevem síly bude mingská vláda zastrašena, aby legalizovala soukromý zámořský obchod, přitom vždy tvrdil, že nikdy neútočil osobně. Ať to bylo jakkoli, mingská vláda považovala Wang Č’ho za vůdce v konečném důsledku odpovědného za devastaci na pobřeží, a císař Ťia-ťing nařídil jeho dopadení, mrtvého nebo živého.

## Jednání s vládou, smrt
V červenci 1555 byl Chu Cung-sien, také rodák z Chuej-čou, pověřen řešením problému pirátů (wo-kchou). Na rozdíl od svých předchůdců, například Ču Wana, byl Chu Cung-sien otevřený liberalizaci obchodu, aby ukončil násilnosti. Proto vyslal do Japonska posly za dvojím účelem – požádat o pomoc japonské úřady a navázat kontakt s Wang Č’em, aby ho přesvědčil ke spolupráci. Na znamení dobré vůle propustil rodinu Wang Č’a z vězení a pod svou péčí a dohledem je nechal přestěhovat do svého sídla v Chang-čou. Wang Č’ a Mao Chaj-feng se s posly setkali na ostrovech Gotó, kde vysvětlili, že v Japonsku neexistuje jediný orgán, který by mohl japonským pirátům přikázat, aby ukončili svou činnost. Na druhou stranu je lákala možnost legalizace jejich obchodu a nabídli se, že se vstoupí do služeb minské vlády a budou bojovat proti pirátům výměnou za odpuštění jejich zločinů a povolení předložit tribut. Chu Cung-sien předal zprávu císařskému dvoru v Pekingu, který odpověděl skepticky a rozhořčeně: tribut mohli předložit pouze cizinci, takže žádost Wang Č’a byla pro vládu Ming pobuřující. V každém případě vláda nevznesla námitky proti Wang Č’ově nabídce bojovat proti pirátům jménem mingského státu a Mao Chaj-feng brzy začal čistit pirátská hnízda na ostrovech Čou-šan.
Během setkání na ostrovech Gotó Wang Č’ také varoval, že Sü Chaj (徐海), odplul na nájezd na čínské pobřeží a Wang ho nebyl schopen včas zastavit. Mírové jednání muselo být pozastaveno, protože Chu Cung-sien se nejdřív vypořádal se Sü Chajovou invazí v roce 1556. Sü Chaj byl šokován, když se dozvěděl, že Wang Č’ s Chu Cung-sienem vyjednává o své vlastní kapitulaci; Chu Cung-sien to využil ke zmanipulování Sü Chaje, kterého přiměl, aby zradil své spojence. Nakonec byli nájezdníci zlikvidováni a jejich vůdci zabiti a jednání mezi Wang Č’em a Chu Cung-sienem mohla pokračovat.
Dne 17. října 1557 dorazil Wang Č’ do Cchen-kangu (岑港) na ostrovech Čou-šan s velkou obchodní flotilou vyslanou Ótomo Sórinem, který byl povzbuzen vyhlídkou na otevření čínsko-japonských obchodních styků. Místní úředníci se obávali, že se jedná o další invazi wo-kchou, a připravili vojáky. Navíc po jejich příjezdu se Wang Č’ dozvěděl o akci Chu Cung-sienova pomocníka Lu Tchanga, který podplatil Ótomovy muže, aby zajali Wang Č’a, což způsobilo, že Wang Č’ a jeho obchodníci-piráti znejistěli ohledně Chuových záměrů. Chu Cung-sien ale dokázal rozptýlit jejich obavy pouze tím, že k nim poslal vysokého úředníka jako rukojmí. Pak Wang Č’ stanovil podmínky pro kapitulaci: požadoval císařskou milost, námořní licenci a otevření přístavů pro obchod; na oplátku nabídl hlídat pobřeží a v případě potřeby přesvědčit nájezdníky silou, aby se vrátili na ostrovy. Chu Cung-sien byl připraven informovat vládu a císaře o návrzích Wang Č’a, ale politické klima v Pekingu se rychle změnilo proti otevření obchodu. Politický ochránce Chu Cung-siena, Čao Wen-chua, hlavní zastánce politiky usmiřování, byl vyloučen z úřednického stavu kvůli obviněním ze zpronevěry. Sám Chu Cung-sien byl terčem pověstí, že dostal úplatky od Wang Č’a a Ótomů, aby jim odpustil zločiny a vyhověl jejich žádostem. Politická situace neumožňovala Chu Cung-sienovi požádat císaře o milost pro Wang Č’a. Namísto toho, aby se sám nezkompromitoval, Chu navrhl Wang Č’ovi, předložit žádost o milost vyšetřujícímu cenzorovi Wang Pen-kuovi (王本固), zastánci tvrdé linie sídlícímu v Chang-čou.
V prosinci 1557 Wang Č’, věřící ve své vyhlídky a nedotknutelnost, přistál v Chang-čou. Tam se mu dostalo úctyhodného zacházení ze strany úřadů, které se obávaly znepřátelení jeho početného obchodicko-pirátského syndikátu, zatímco zvažovali, co s ním mají dělat. Během této doby Chu Cung-sien požádal Wang Č’ho, aby pomohl vyrobit muškety pro mingskou armádu, muškety se následně v mingské armádě široce rozšířily. A konečně v únoru 1558 nechal Wang Pen-ku uvěznit Wang Č’ho, i když stále žil v pohodlí, se spojením se světem, knihami a dobrým jídlem. Wang Č’ věřil, že se jedná o dočasné nedorozumění a doufal v milost až do 22. ledna 1560, kdy přišel císařský edikt s rozsudkem smrti. Byl přiveden na popraviště v nosítkách a až po příjezdu si uvědomil, že má být popraven. Zavolal svého syna, dal mu vlásek na památku, pak ho objal a křičel: „Nikdy jsem si nepředstavoval, že tu budu popraven!“ Poté byl před publikem sťat. Jeho manželka a děti byly potrestány otroctvím. Mao Chaj-feng nechal oplátkou popravit Chu Cung-sienova rukojmí a vzdal se naděje na mír; nájezdy wo-kchou pokračovaly až do roku 1567.